# Football Association of Wales
Football Association of Wales, (FAW) (KymriskaCymdeithas Bêl-droed Cymru) är det förbund som organiserar fotbollen i Wales, man är medlemmar i både Fifa (1910) och Uefa (1954). Förbundet utgör tillsammans med Engelska fotbollsförbundet, Skotska fotbollsförbundet och Irländska fotbollsförbundet den grupp som tillsammans med FIFA bestämmer utgör International Football Association Board som bestämmer fotbollens spelregler

## Historia
Det bildades 1876 i Wrexham och är det tredje äldsta nationella fotbollsförbundet i världen, efter fotbollsförbunden i England (1863) och Skottland (1873). Man organiserar Welsh Cup som spelats varje år sedan 1877 (förutom under de två världskrigen).
FAW är ansvariga för alla disciplinära åtgärder gentemot spelare i lag anslutna till FAW. Detta inkluderar även walesiska lag som spelar i det engelska ligasystemet där man uttränger det engelska FA:s disciplinära system.